# Itteringham
Itteringham est un village et une paroisse civile du Norfolk, en Angleterre.